# Charles Joseph du Bois de Vroylande de Nevele
Charles Joseph Marie du Bois (Antwerpen, 31 juli 1757 - Bachte-Maria-Leerne, 4 juni 1828) was een Zuid-Nederlands edelman.

## Levensloop
Hij was een zoon van Jean-Antoine du Bois van Vroylande en van Dymphone della Faille de Nevele. Zelf was hij onder het ancien régime heer van de baronie Nevele en van de heerlijkheid Vroylande.
Hij trouwde in 1779 met Marie-Charlotte de Neuf (Antwerpen, 1759 - Münster, ca. 1794). Het overlijden in Münster betekent dat het echtpaar tijdens de Franse overheersing emigreerde naar Duitsland en dat hij pas later als weduwnaar naar de Zuidelijke Nederlanden terugkeerde. Het paar bleef kinderloos.
In 1816 werd hij onder het Verenigd Koninkrijk der Nederlanden erkend in de erfelijke adel met de titel baron, overdraagbaar bij eerstgeboorte en met benoeming in de Ridderschap van de provincie Oost-Vlaanderen. Hij stond ingeschreven op de naam du Bois de Vroylande de Nevele.
De familie werd verder gezet door zijn broer Ferdinand du Bois.